# Hoạt động của mạng lưới cung ứng
Hoạt động của mạng lưới cung ứng là sự thực thi đồng bộ sản xuất và hậu cần tuân thủ trên một mạng lưới cung ứng có thể cấu hình lại linh hoạt để đáp ứng lợi nhuận theo nhu cầu.